# Firestarter
Firestarter er en science fiction gyserfilm fra 1984 baseret på romanen af samme navn af Stephen King. Filmen blev instrueret af Mark L. Lester, og med David Keith, Drew Barrymore, og George C. Scott i hovedrollerne. Filmen blev filmet i og omkring Wilmington, Chimney Rock og Lake Lure, North Carolina. 

## Handling
Filmen handler om en lille pige Charlie, som har pyro-kinetiske evner og hun er på flugt sammen med hendes far, fordi en afdeling af militæret gerne vil drage nytte af hendes evner.

## Medvirkende
- David Keith som Andrew McGee
- Drew Barrymore som Charlene McGee
- Freddie Jones som Joseph Wanless
- Heather Locklear som Victoria Tomlinson McGee
- Martin Sheen som Hollister
- George C. Scott som John Rainbird
- Art Carney som Irv Manders
- Louise Fletcher som Norma Manders
- Moses Gunn som Pynchot
- Antonio Fargas som Taxachauffør

## Ekstern henvisning
- Firestarter på Internet Movie Database (engelsk)
- Firestarter på Filmdatabasen
- Firestarter på Scope
- Firestarter i Svensk Filmdatabas (svensk)
- Firestarter på AlloCiné (fransk)
- Firestarter på MovieMeter (nederlandsk)
- Firestarter på AllMovie (engelsk)
- Firestarter hos American Film Institute (engelsk)
- Firestarter på Turner Classic Movies (engelsk)
- Firestarter på The Movie Database (engelsk)